# Przedszkole
Przedszkole – instytucja opiekuńczo-wychowawcza, do której uczęszczają dzieci w wieku od 3 lat (w Polsce – w szczególnych przypadkach od 2) do rozpoczęcia spełniania obowiązku szkolnego.

## Historia

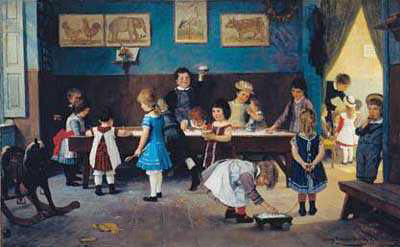
Hugo Oehmichen W przedszkolu

Przedszkola rozwinęły się z dawnych ochronek, które były instytucjami filantropijnymi, o charakterze opiekuńczym, przeznaczonymi głównie dla ubogich dzieci, ich praca miała charakter misji religijnych lub społecznych (pierwsze powstały w końcu XVIII wieku we Francji). 
Dopiero w połowie XIX w. rozwinął się w Europie ruch tzw. ogródków dziecięcych, zwane też „freblówkami” (od nazwiska i ich twórcy i pierwszego teoretyka wychowania przedszkolnego Friedrich Fröbel i stanowiły one prototyp przedszkola; za główny cel stawiały sobie działalność wychowawczą i kształcącą; miały pielęgnować (rozwijać, kształcić) dziecko tak, jak ogrodnik pielęgnuje rośliny, stosując odpowiednie metody. Dalszy rozwój pedagogiki okresu przedszkolnego jest związany głównie z dokonaniami Ovide’a Decroly’ego i Marii Montessori – twórczyni metody wychowania przedszkolnego opartej na koncepcjach naturalistycznych.
Dawniej zadaniem przedszkoli było zapewnienie dzieciom właściwych warunków rozwoju fizycznego, umysłowego, emocjonalnego i społecznego, wyrównywanie ewentualnych braków i opóźnień w tym zakresie, przygotowanie dziecka do nauki w szkole oraz pomoc pracującym rodzicom w zapewnieniu dzieciom opieki wychowawczej.

## Polska

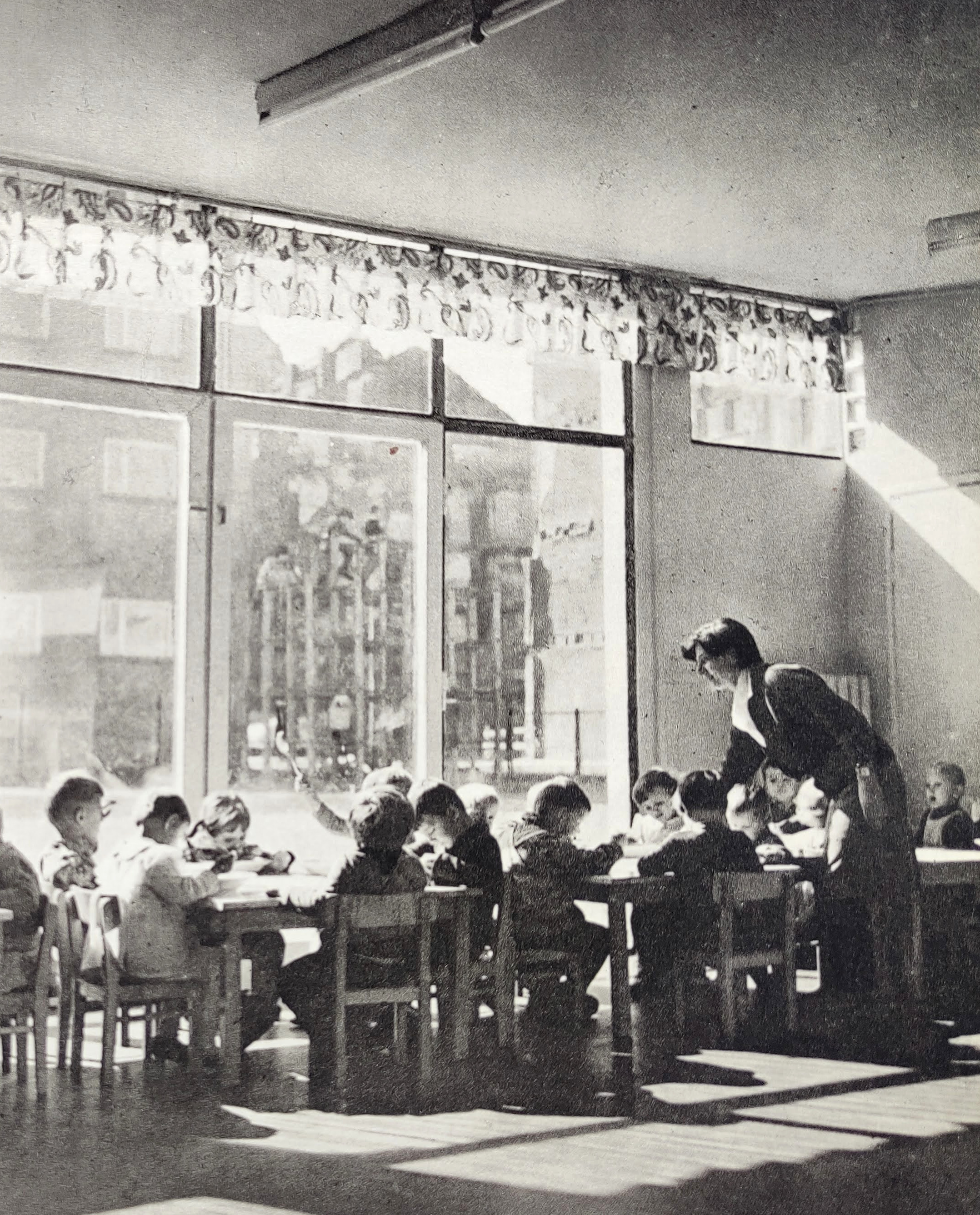
Obiad w przedszkolu, Wrocław, lata 60.

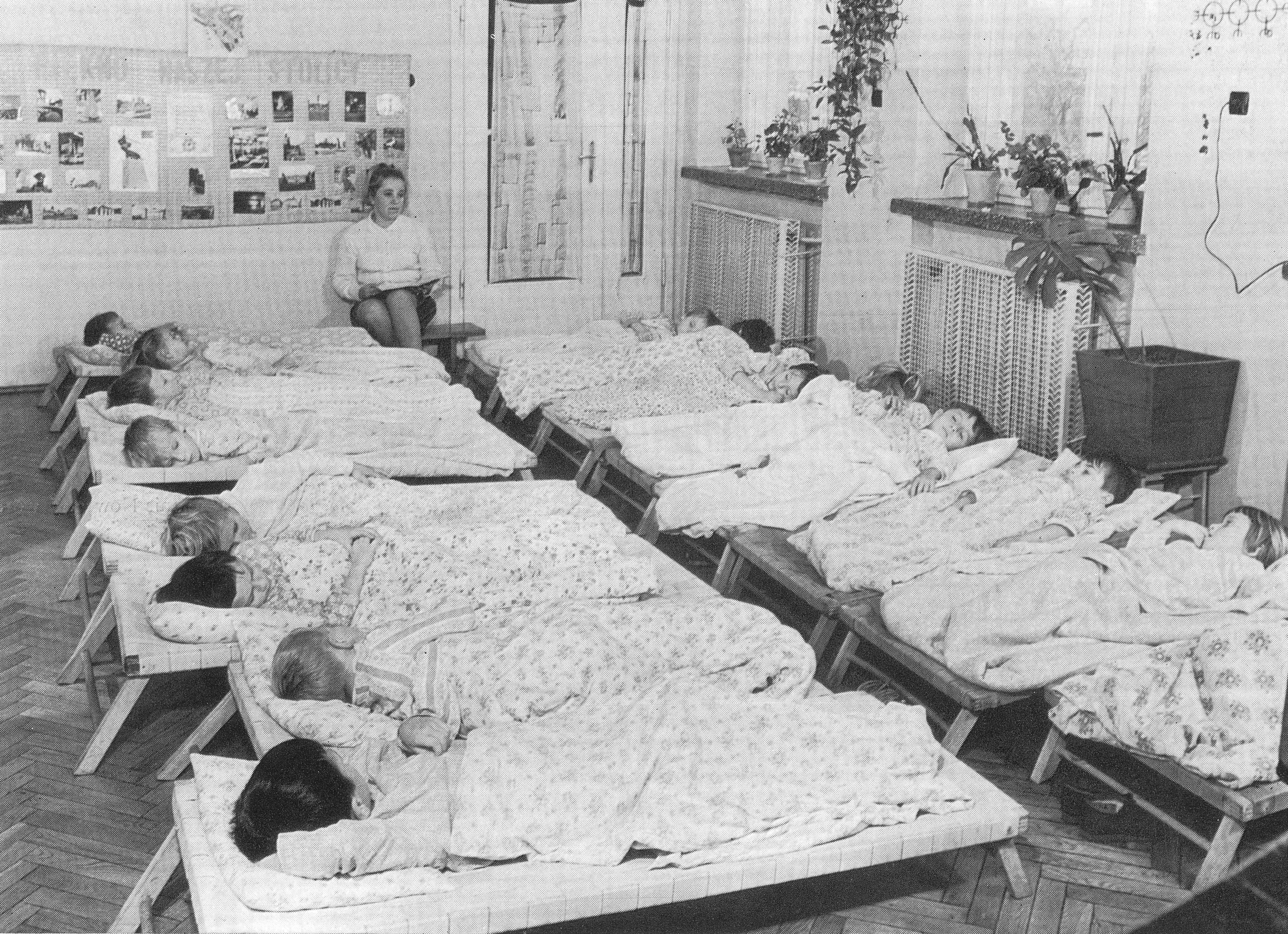
Leżakowanie w przedszkolu w Łomiankach, lata 70.

### Początki przedszkoli iII Rzeczpospolita
Pierwsze przedszkole w Polsce założone zostało w 1836 roku w Warszawie. Ustawą z 1932 wprowadzono przedszkole jako ujednolicony termin dla placówek sprawujących opiekę nad dziećmi od lat 3 do rozpoczęcia nauki szkolnej. Organizację przedszkoli i ich finansowanie pozostawiono samorządom i organizacjom społecznym.

### Polska Rzeczpospolita Ludowa
Po II wojnie światowej w zdominowanej przez komunistów Polsce przedszkola stały się pierwszym szczeblem jednolitego systemu wychowania socjalistycznego.
W zaleceniach Ministerstwa Oświaty i Wychowania z 1948 roku postulowano wprowadzenie selekcji społecznej podczas rekrutacji do przedszkoli. Specjalne komisje, w skład których wchodzili członkowie terenowych komisji oświatowych, kierowniczki przedszkoli oraz przedstawiciele komitetu rodzicielskiego dbały o to, by pierwszeństwo w przyjmowaniu miały dzieci robotników i chłopów. Na terenie Lubelskiego Kuratorium Oświaty w latach 1944−1948 procent dzieci chłopskich i robotniczych wzrósł z 38 do 58, zaś inteligenckich i pozostałych, np. rzemieślników, zmalał z 32 do 15.
Zasady polityki klasowej i ideologiczne założenia w rekrutacji popierały takie partie i organizacje, jak: PZPR, Centralna Rada Związków Zawodowych, TPD i ZNP. W 1951 roku w przyzakładowych przedszkolach do 2 procent ograniczono udział przyjęć dzieci, których rodzice nie byli członkami związków zawodowych. Pierwszeństwo miały dzieci zakwalifikowane przez rady zakładowe. Na terenach wiejskich pierwszeństwo miały dzieci rodziców zatrudnionych w PGR-ach. W ten sposób stygmatyzowano dzieci z rodzin chłopów małorolnych i średniorolnych.
Ramowy statut przedszkola, wydany po śmierci Stalina, z 1965 roku był bardziej naturalny światopoglądowo, odwoływał się do przesłanek społecznych, sytuacji rodziców samotnie wychowujących dzieci, rodzin z obojgiem pracujących rodziców oraz tych z większą liczbą dzieci. W praktyce jednak nadal o przyjęciu dzieci decydowały komisje społeczne, a te wybierane były przez terenowe władze partyjne a nie samorządowe, bo te zlikwidowano na wzór radziecki w marcu 1950 roku.
W latach 1945–1947 następowało dość szybkie tworzenie przedszkoli i szkół, najczęściej nie dzięki inicjatywom lokalnych społeczności, lecz obowiązku zakładania i utrzymywania przedszkoli przez państwo i samorząd w duchu rozwoju komunizmu i socjalizmu. W latach 1947–1989 niepubliczne placówki przedszkolne rozwiązywano lub były pod ścisłą ochroną kuratoriów oświaty PRL. O rozwoju sieci przedszkoli decydowały państwowe kryteria ideologiczne. Również wychowanie przedszkolne wpisane było w projekt tzw. gospodarki socjalistycznej oraz podporządkowane hasłom produkcji. Państwo komunistyczne dążyło do całkowitego upaństwowienia przedszkoli i ich komunistycznego przeorientowania. W takim państwie nie mogło być mowy o istnieniu przedszkoli prywatnych i wychowujących w innym duchu, niż tego sobie życzyła partia. To nie rodzice mieli decydować o sposobie przedszkolnego kształcenia swoich dzieci.

### III Rzeczpospolita
Reformy oświaty po roku 1989 nie wniosły wielu zmian oświatowych w przedszkolach i ich programach kształcenia przedszkolnego. Ministerstwo Edukacji Narodowej pod kierownictwem M. Handke, nowelizując w lipcu 1998 ustawę o systemie oświaty, zapowiedziało dogłębne zreformowanie ustroju szkolnego i przedszkolnego (zob. reforma systemu oświaty z 1999 roku). Z dniem 1 września 2004 wprowadzono obowiązek odbycia rocznego przygotowania przedszkolnego przez dzieci w wieku 6 lat w przedszkolu albo w oddziale przedszkolnym zorganizowanym w szkole podstawowej. Obowiązek ten można spełniać poprzez uczęszczanie do przedszkola, oddziału przedszkolnego przy szkole podstawowej lub do innej formy wychowania przedszkolnego (zespoły przedszkolne lub punkty przedszkolne). Obowiązek ten rozpoczyna się z początkiem roku szkolnego w tym roku kalendarzowym, w którym dziecko kończy 6 lat. Obecnie przygotowanie przedszkolne w wielu krajach stanowi pierwsze, obowiązkowe ogniwo zintegrowanego systemu oświatowego. Od 1 września 2011 r. prawo (ale nie obowiązek) do takiego przygotowania uzyskały również dzieci pięcioletnie.

## Przepisy prawne dotyczące funkcjonowania przedszkoli
Stosownie do przepisów Prawa oświatowego w Polsce uczęszczanie przez dzieci do przedszkola nie jest obowiązkowe, z zastrzeżeniem dzieci pięcioletnich i sześcioletnich. Podstawa programowa wychowania przedszkolnego opisuje proces wspomagania rozwoju i edukacji dzieci objętych wychowaniem przedszkolnym.

## Cele i zadania przedszkola

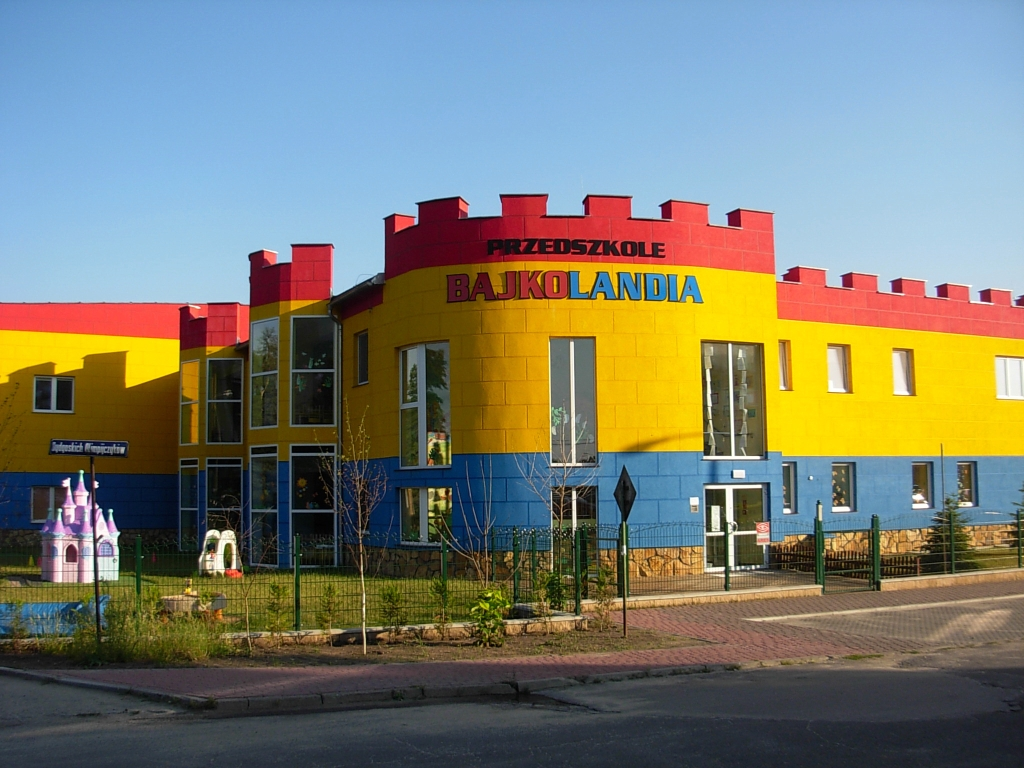
Przedszkole „Bajkolandia“ w Bydgoszczy

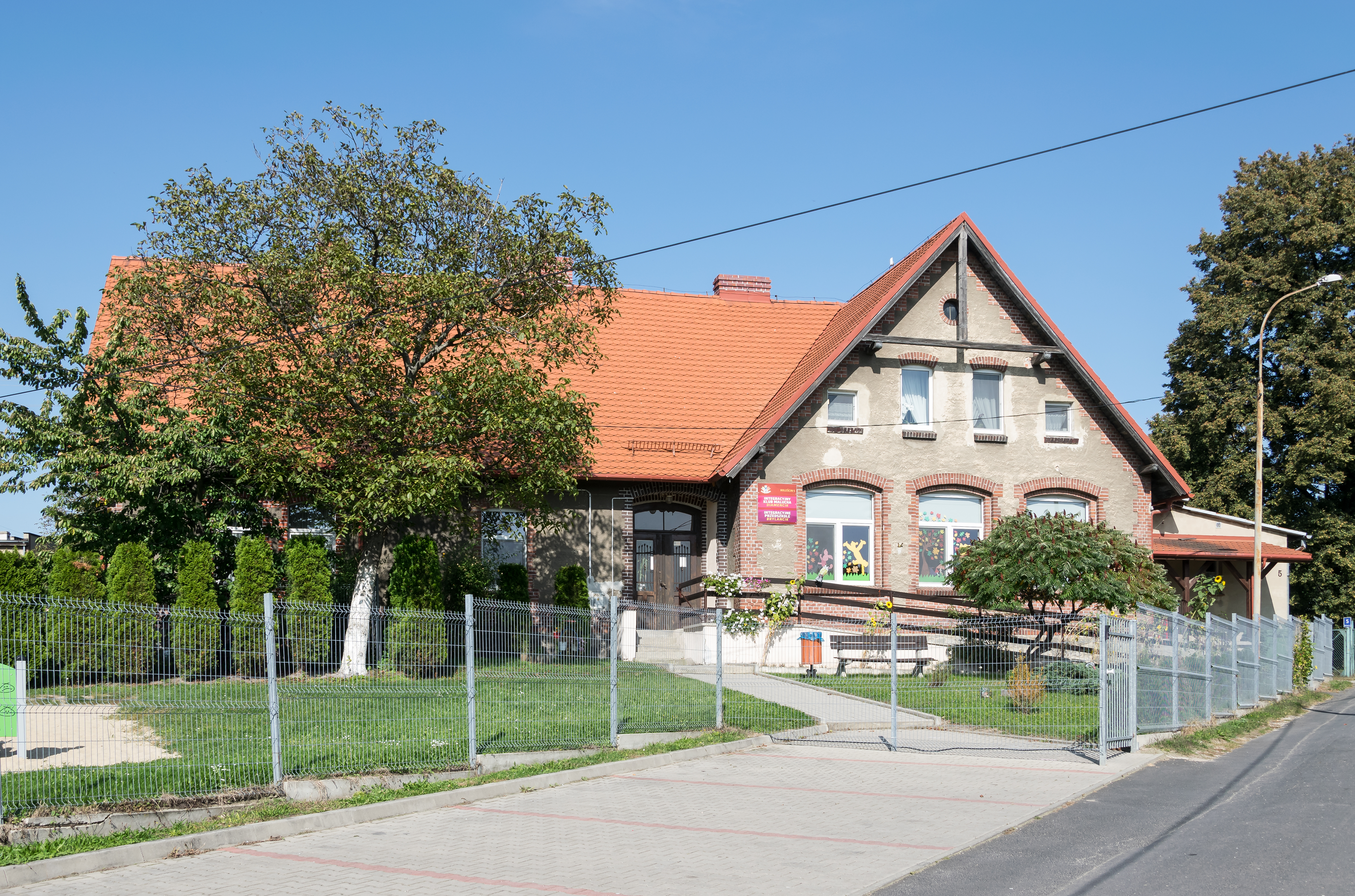
Przedszkole integracyjne w Boleścinie

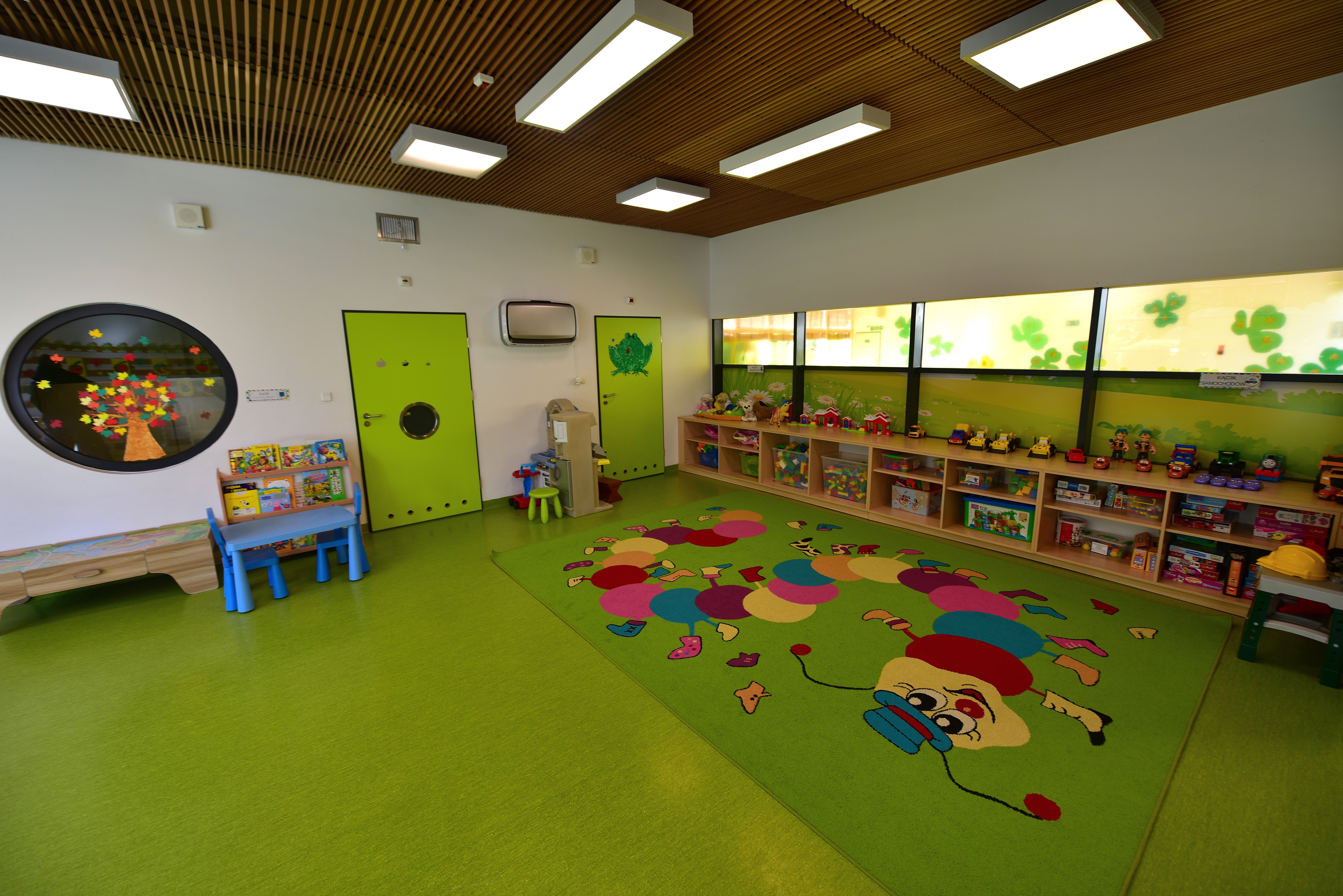
Jedna z sal w Przedszkolu nr 95 im. Króla Maciusia w Warszawie

Cele i zadania przedszkola są zawarte w aktach prawnych takich jak Prawo oświatowe, statucie przedszkola, zarządzeniach, regulaminach i wewnętrznych procedurach.
Ogólne zadania przedszkola do przygotowania przedszkolnego to:
- kształtowanie umiejętności społecznych dzieci:porozumiewanie się z dorosłymi i dziećmi, zgodne funkcjonowanie w zabawie i sytuacjach zadaniowych;
- kształtowanie czynności samoobsługowych, nawyków higienicznych i kulturalnych; wdrażanie dzieci do utrzymania w zabawie ładu i porządku;
- wspomaganie rozwoju mowy dzieci;
- wspomaganie dzieci w rozwijaniu czynności intelektualnych, które stosują w poznawaniu i rozumieniu siebie i swojego otoczenia;
- wychowanie zdrowotne i kształtowanie sprawności fizycznej dzieci;
- wdrażanie dzieci do dbałości o bezpieczeństwo własne oraz innych;
- wychowanie przez sztukę – dziecko widzem i aktorem;
- wychowanie przez sztukę – muzyka i śpiew oraz pląsy i taniec;
- wychowanie przez sztukę – różne formy plastyczne;
- wspomaganie rozwoju umysłowego dzieci poprzez zabawy konstrukcyjne, budzenie zainteresowań technicznych;
- pomaganie dzieciom w rozumieniu istoty zjawisk atmosferycznych i w unikaniu zagrożeń;
- wychowanie dla poszanowania roślin i zwierząt;
- wspomaganie rozwoju intelektualnego dzieci wraz z edukacja matematyczną;
- kształtowanie gotowości do nauki czytania i pisania;
- wychowanie rodzinne, obywatelskie i patriotyczne.

## Ukończenie przedszkola
Rodzice dzieci, które odbyły obowiązek rocznego przygotowania przedszkolnego, otrzymują przygotowaną przez nauczyciela informację o dojrzałości szkolnej dziecka. Dokument ten ma dostarczyć rodzicom informacji do podjęcia decyzji o ewentualnym odroczeniu dziecku obowiązku szkolnego.